# Parasecodella
Parasecodella är ett släkte av steklar som beskrevs av Girault 1915. Parasecodella ingår i familjen finglanssteklar.
Kladogram enligt Catalogue of Life och Dyntaxa:
| Parasecodella | \| \| Parasecodella bouceki \| \| \| \| \| \| Parasecodella dickensi \| \| \| \| \| \| Parasecodella nigricorpus \| \| \| \| \| \| Parasecodella obscura \| \| \| \| \| \| Parasecodella pantnagarensis \| \| \| \| |
|               | \| \| Parasecodella bouceki \| \| \| \| \| \| Parasecodella dickensi \| \| \| \| \| \| Parasecodella nigricorpus \| \| \| \| \| \| Parasecodella obscura \| \| \| \| \| \| Parasecodella pantnagarensis \| \| \| \| |
|               | Parasecodella bouceki |
|               | |
|               | Parasecodella dickensi |
|               | |
|               | Parasecodella nigricorpus |
|               | |
|               | Parasecodella obscura |
|               | |
|               | Parasecodella pantnagarensis |
|               | |